# Hanne Hiob
Hanne Hiob, geb. Hanne Marianne Brecht,  (München, 12 maart 1923 - aldaar 23 juni 2009) was  een Duits actrice.
Hanne Brecht was een dochter van de schrijver Bertolt Brecht en actrice Marianne Zoff (1893-1984). Haar moeder kreeg in 1928 nog een dochter, Ursula Lingen, met de Duitse acteur Theo Lingen. Brecht en Zoff  scheidden in 1928 en Zoff en Lingen huwden datzelfde jaar. 
Hanne Brecht studeerde dans in Wenen en werkte als danseres en als actrice in Salzburg. In een stuk van  Brecht Die heilige Johanna der Schlachthöfe  speelde zij in 1959 de hoofdrol. Zij trad op in München, Hamburg, Frankfurt, Wenen en  Berlijn en speelde ook mee in een aantal films.

## Filmografie

### Actrice
- 1941: Frau Luna
- 1943/1944: Es fing so harmlos an
- 1963: Wassa Schelesnowa (televisiespel)
- 1964: Haben (televisiespel)
- 1964: Nebeneinander (televisiespel)
- 1966: Die Ermittlung (televisiespel)
- 1970: Der Kommissar – Anonymer Anruf (televisieserie)
- 1975: Die Gewehre der Frau Carrar (televisiespel)
- 1980: Die Weber (televisiespel)
- 1981: Furcht und Elend des Dritten Reiches (DDR-televisie)
- 1981: Regentropfen
- 1983: Strawanzer
- 1985: Die unwürdige Greisin (DDR-televisie)
- 1989: Der Mantel des Ketzers (DDR-televisie) – regie: Peter Vogel
- 1990/1991: Ende der Unschuld
- 1997: Hundert Jahre Brecht

### Regisseur
- 2003: Flüchtlingsgespräche

- Bibliothèque nationale de France: cb12237177z (data)
- Gemeinsame Normdatei: 118940155
- International Standard Name Identifier: 0000 0000 6155 5107
- Library of Congress Control Number: nr91003605
- Nederlandse Thesaurus van Auteursnamen: 074506552
- Système universitaire de documentation: 031086764
- Theaterlexikon der Schweiz: Hanne_Hiob
- Virtual International Authority File: 4783695
- WorldCat: E39PBJvd6gRR9YYbKXmyyfjt8C